# Национален музей „Чернобил“
Националният музей „Чернобил“ (на украински: Національний музей „Чорнобиль“) е исторически музей в Киев, Украйна, посветен на катастрофата в Чернобил през 1986 г. и последиците от нея. Музеят съдържа обширна колекция от визуални медии, артефакти, умалени модели и други представителни елементи, предназначени да образоват обществеността за много аспекти на бедствието. Няколко експоната изобразяват техническата прогресия на инцидента, а също така има много части, посветени на загубения живот и културните последици на бедствието.
Поради естеството на предметния материал, музеят предоставя много визуално ангажиращо изживяване.
Музеят заема сграда от началото на ХХ век, в която преди се е помещавала противопожарната служба и която е дарена през 1992 г. от Държавната противопожарна охрана.

## Финансиране
Музеят е основан и подкрепян от правителството на Украйна и местните власти на Киев. Частни и чуждестранни дарения също са често срещани. По-специално, музеят получавал финансиране от японското правителство.

## Галерия
|                              |
| Табелата на музей „Чернобил“ |

|                       |
| Вътрешността на музея |

|                   |
| Сградата на музея |

|  |
|  |

|  |
|  |

|  |
|  |

|  |
|  |

|  |
|  |

|  |
|  |

|  |
|  |

|  |
|  |

|  |
|  |

|  |
|  |

|  |
|  |

|  |
|  |

|  |
|  |